# Estação Sundby
Sundby é uma da estação da linha M1 do metro de Copenhaga, na Dinamarca.